# Jimmy Steward
Jimmy Steward   (Puerto Cortés, 9 de desembre de 1946) és un exfutbolista hondureny de la dècada de 1970.
Fou internacional amb la selecció d'Hondures.
Pel que fa a clubs, destacà a Platense i Real España.